# Euphorbia squamigera
Euphorbia squamigera es una especie de fanerógama perteneciente a la familia Euphorbiaceae. 

## Descripción
Es un arbusto con tallos que alcanzan un tamaño de hasta 60 cm de altura. Hojas de hasta 25 x 11 mm, oblanceoladas u oblongo-elípticas, enteras o serruladas, agudas, mucronadas, cuneadas. Las inflorescencia con (3-) 5 radios divididos. Los frutos en cápsulas de 4-4,5 x, 4,5-,5 mm, ligeramente surcadas, glabras, cubiertas de tubérculos cónicos algo aplastados. Semillas oblongoideas, lisas, pardas.

## Distribución y hábitat
Se encuentra en los rellanos, fisuras o pies de roquedos calcáreos y dolomíticos; a una altitud de (0)300-1700 metros en el  SE de Francia, S y E de la península ibérica, Baleares, Marruecos y oeste de Argelia. 

## Taxonomía
Euphorbia squamigera fue descrita por Jean Louis August Loiseleur-Deslongchamps y publicado en Flora Gallica 1: 345. 1828.
Etimología
Euphorbia: nombre genérico que deriva del médico griego del rey Juba II de Mauritania (52 a 50 a. C. - 23), Euphorbus, en su honor – o en alusión a su gran vientre –  ya que usaba médicamente Euphorbia resinifera. En 1753 Carlos Linneo asignó el nombre a todo el género.
squamigera: epíteto latino que significa "con escamas".
Sinonimia
- Euphorbia bivonae var. mauritii Sennen
- Euphorbia bivonae var. tangerina Pau
- Euphorbia cartaginiensis Porta & Rigo
- Euphorbia clementei var. puberula (Emb.) Maire
- Euphorbia diffusa Dufour
- Euphorbia dumetorum Coss. & Durieu ex Boiss.
- Euphorbia rubricaulis Regel
- Euphorbia rupicola Boiss.
- Euphorbia welwitschii var. puberula Emb.
- Tithymalus cartaginiensis (Porta & Rigo) Soják
- Tithymalus rupicola (Boiss.) Klotzsch & Garcke
- Tithymalus squamiger (Loisel.) Soják
- Tithymalus squamigerus (Loisel.) Soják
- Tithymalus squamigerus subsp. rupicola (Boiss.) Soják[5]